# Họa bích
Họa bích (giản thể: 画壁; phồn thể: 畫壁; bính âm: Huà Bì; Việt bính: Waa6 Bik1) là một bộ phim điện ảnh thuộc thể loại hành động - kỳ ảo - chính kịch của điện ảnh Trung Quốc được sản xuất vào năm 2011 do Trần Gia Thượng làm đạo diễn, viết kịch bản và đồng sản xuất, được chuyển thể từ tác phẩm Liêu trai chí dị của nhà văn Bồ Tùng Linh. Bộ phim có sự tham gia của các diễn viên gồm Đặng Siêu, Tôn Lệ, Diêm Ni, Trâu Triệu Long, Trịnh Sảng và Tăng Chí Vĩ. 
Bộ phim được công chiếu ở Trung Quốc vào ngày 29 tháng 9 năm 2011.

## Tóm tắt nội dung
Bộ phim kể về chàng thư sinh Chu Hiếu Liêm cùng với thư đồng Hậu Hạ lên kinh ứng thí, trên đường gặp phải tướng cướp Mạnh Long Đàm, ba người truy đuổi lẫn nhau rồi chạy vào một ngôi chùa cổ, hòa thượng ở đó khuyên ba người hãy hòa giải với nhau. Ba người phát hiện trong chùa có một bức bích họa mà người trong đó đi lại được, họ liền đi vào trong tranh rồi lạc vào thế giới "Họa bích", một thế giới thần tiên chỉ có các tiên nữ xinh đẹp sinh sống do một nàng tiên là "Cô cô" đứng đầu.
Sự xuất hiện của ba người đàn ông đã khiến cho thế giới của các tiên nữ bị đảo lộn, làm nảy sinh nhiều mâu thuẫn và xung đột về tình yêu, tình bạn, dục vọng và lòng tham giữa ba người và các tiên nữ.
Cuối cùng, vị hòa thượng trong ngôi chùa cổ - người đem lòng yêu thương "cô cô" nên không thể hoàn thành được tâm nguyện của mình là trở thành Phật - đã đến để ngăn cản không cho "cô cô" tiếp tục giết người; do đó "cô cô" dùng phép thuật làm cho tất cả các tiên nữ sống lại, rồi truyền ngôi vị lại cho Thược Dược để được cùng với hòa thượng ngao du khắp chân trời góc biển. Ba người Chu Hiếu Liêm, Hậu Hạ và Mạnh Long Đàm rồi khỏi thế giới "Họa bích" rồi tiếp tục cuộc hành trình lên kinh ứng thí.

## Diễn viên
| Diễn viên       | Vai diễn            | Tóm tắt |
| --------------- | ------------------- | --- |
| Đặng Siêu       | Chu Hiếu Liêm       | Thư sinh lên kinh ứng thí, yêu tiên nữ Thược Dược trong bức tranh |
| Tôn Lệ          | Thược Dược          | Tổng quản các tiên nữ, vẻ ngoài lạnh lùng, cố ý che giấu tình cảm của mình vào trong lòng                                                                                  |
| Trâu Triệu Long | Mạnh Long Đàm       | Tướng cướp trong núi, lấy nhiều tiên nữ làm vợ, sau bị Chu Hiếu Liêm cảm hóa nên cải tà quy chính, trở thành đại anh hùng rồi bị cô cô giết chết                           |
| Diêm Ni         | Cô cô               | Chủ nhân của tiên giới, hy vọng tạo ra một thế giới không có sầu bi, sau chỉ định Thược Dược làm người tiếp nhiệm                                                          |
| Bao Bối Nhĩ     | Hậu Hạ              | Thư đồng của Chu Hiếu Liêm, bản tính lương thiện, gặp và yêu tiên nữ Vân Mai                                                                                               |
| Trịnh Sảng      | Mẫu Đơn             | Tiên nữ nhỏ tuổi nhất trong tiên giới, vô tình đưa Chu Hiếu Liêm vào tiên giới, có cảm giác tình đầu với Chu Hiếu Liêm                                                     |
| Tạ Nam          | Thúy Trúc           | Tiên nữ, với Mẫu Đơn tình như chị em, cùng với Chu Hiếu Liêm giả làm vợ chồng, sau đó phát sinh tình cảm                                                                   |
| Liễu Nham       | Vân Mai             | Ban đầu yêu Thạch Yêu (yêu tinh đá), sau trở thành vợ đầu tiên của Mạnh Long Đàm, được Hậu Hạ yêu thương rồi đem lòng yêu Hậu Hạ                                           |
| Mạc Tiểu Kì     | Đinh Hương          | Chị cả trong các tiên nữ, người vợ hiền trong mắt cô cô, sau trở thành vợ thứ hai của Mạnh Long Đàm                                                                        |
| Tăng Chí Vĩ     | Bất Động hòa thượng | Vốn là người yêu của cô cô, nhưng do tu đạo Phật nên chia tay, cuối cùng đoàn tụ cùng cô cô rời khỏi tiên giới                                                             |
| An Chí Kiệt     | Võ sĩ               | Thuộc hạ của cô cô, hóa thân thành chim cú, là người bảo vệ tiên giới. Sau vì yêu Thược Dược nên trở mặt với cô cô, vì tình nên bị chết trong biển lửa ở tầng trời thứ bảy |
| Bao Văn Tình    | Bách Hợp            | Tiên nữ tham ăn, một trong số những người vợ thứ ba của Mạnh Long Đàm |
| Hạ Nhất Dao     | Tuyết Liên          | Tiên nữ, một trong số những người vợ thứ ba của Mạnh Long Đàm |
| Lâm Doanh Oánh  | Hải Đường           | Tiên nữ hiền thục, một trong số những người vợ thứ ba của Mạnh Long Đàm |
| Châu Tấn        | Quỳnh Dao           | Tiên nữ (khách mời) |
| Triệu Vi        | Duy Hủ              | Tiên nữ (khách mời) |

## Âm nhạc
Bài hát chủ đề của phim là Họa bích do Đặng Siêu và Tôn Lệ trình bày.